# Hotel Rwanda
(Tagline del film)
Hotel Rwanda è un film drammatico del 2004, diretto da Terry George.
Il film è ambientato in Ruanda nel 1994, all'epoca del terribile genocidio che coinvolse Hutu e Tutsi. La vicenda è basata sulla storia vera di Paul Rusesabagina e il film fu girato dieci anni dopo gli avvenimenti narrati.

## Trama
Il film Hotel Rwanda si svolge nel contesto del genocidio ruandese nel quale gli Hutu sterminarono brutalmente una parte rilevante della popolazione Tutsi. L'Hôtel des Mille Collines di Kigali, capitale del Ruanda, fu trasformato dal direttore Paul Rusesabagina in un luogo di rifugio per oltre 1.200 Tutsi e Hutu. Il film vuole rendere lo spettatore partecipe del modello di vita di un paese africano, narrando la storia di Paul Rusesabagina, di etnia Hutu, e della moglie Tatiana, di etnia Tutsi.

### Inizio del dramma
Mentre la situazione politica nel paese peggiora a seguito dell'assassinio del Presidente Habyarimana, Paul Rusesabagina e la sua famiglia osservano un loro vicino di casa bastonato dalla polizia. Tatiana vorrebbe aiutare l'uomo, ma sarebbe troppo pericoloso, e perciò Paul la convince a desistere.
Una sera arriva in visita il cognato, accompagnato dalla moglie, entrambi di etnia Tutsi, e confida a Paul che un suo conoscente di etnia Hutu gli ha detto che il segnale per l'inizio del genocidio sarà trasmesso dalla radio con la frase "Tagliate gli alberi alti". Incredulo, Paul riesce a tranquillizzare il cognato e a far sì che non cerchi rifugio in uno Stato estero. Dopo qualche giorno però la radio incita effettivamente alla rivolta, scandendo ripetutamente la frase "Tagliate gli alberi alti". Paul capisce che quello che gli aveva rivelato il cognato era vero, ma è troppo tardi per fuggire: il caos regna tra le strade e nel paese è ormai scoppiata una guerra civile.

### L'hotel come rifugio
I primi segni dell'imminente dramma sono gli spari lontani, nella notte, che si sentono dalla camera da letto di Paul; poi, una sera, tornato dal suo lavoro, trova tutto il suo quartiere al buio. Entra preoccupato nella casa e trova le stanze vuote. L'uomo inizia a disperarsi, quando alla luce della torcia appaiono volti di persone nascoste all'interno della sua casa. Sono i suoi vicini, che la moglie ha fatto riunire nella speranza di poterli rifugiare nell'hotel di cui il marito è direttore, unica salvezza possibile.
Il protagonista è perplesso, e all'inizio non vorrebbe fare un simile gesto, desideroso di concentrare tutte le sue forze solo sulla sua famiglia, e chiede loro di aspettare il mattino successivo. Il mattino arriva però la polizia, che circonda la casa e arresta la sua famiglia e tutti i rifugiati. Paul cerca immediatamente il comandante, capisce che lo deve corrompere, ci riesce e si fa scortare all'hotel con il suo pulmino stipato. Arrivato all'hotel, anche sede delle forze ONU, decide di accomodare nelle camere i rifugiati e la sua famiglia. In questo momento capisce, che essendoci gli occidentali e le forze ONU, l'hotel è una sorta di zona franca dove è possibile tentare la carta dell'attesa.

### La consapevolezza della solitudine nel dramma
Lentamente dal cordone dei ribelli Hutu filtrano profughi che cercano nell'hotel la speranza di salvezza. Paul, oramai travolto dagli eventi e dalla sua coscienza, si ingegna per raccoglierli e ospitarli all'interno della struttura. Il suo compito si fa però sempre più arduo: deve stabilire con le maestranze, in maggioranza Hutu, un rispetto quasi tribale della sua figura di capo; deve definire con l'ONU, rappresentata da un coraggioso colonnello canadese, che sembra ricalcare la figura di Roméo Dallaire, un dialogo diplomatico che riesca a trovare la strada per la soluzione del dramma dei profughi sempre più numerosi; deve mantenere con la compagnia aerea belga Sabena, proprietaria dell'hotel, e soprattutto grazie alle sue riconosciute doti personali, un drammatico rapporto di collaborazione per fare da ponte con il governo francese, che fornisce le armi all'esercito dei ribelli Hutu.
Durante questi avvenimenti, due reporter, a cui era stato impedito di riprendere gli avvenimenti dal vivo, riescono a uscire dall'hotel, e a sole poche centinaia di metri filmano la realtà della carneficina che si sta vivendo nel paese. Il servizio viene passato alle televisioni, ma il dramma del Ruanda non fa breccia; al mondo, come amaramente racconteranno i reporter al protagonista, non interessa prendere coscienza del genocidio, e anzi, all'ONU, gli USA pongono il veto sulla questione. I tragici fatti della battaglia di Mogadiscio di pochi mesi prima avevano paralizzato la volontà americana di intervenire sullo scacchiere africano. Oramai era chiaro che i ruandesi asserragliati nell'albergo erano soli e per sopravvivere dovevano trattare con i ribelli.

### Per non affondare nel sangue
Quando tutti gli europei lasciano l'hotel e le forze dell'ONU diminuiscono fortemente il contingente stanziato in loro difesa, Paul capisce che la possibilità di sopravvivenza diviene, di giorno in giorno, sempre più piccola. Il tenue filo che lo legava agli interessi occidentali si è oramai spezzato, e adesso è solo di fronte alla violenza. La mattina dopo l'uscita degli occidentali arriva l'esercito dei ribelli, con il fine di portare via tutte le persone di etnia Tutsi e gli Hutu "traditori". In preda al panico Paul ottiene il ritiro dei ribelli e una pseudo protezione della polizia attraverso una mobilitazione della compagnia belga proprietaria dell'hotel, che chiede un intervento di protezione direttamente al ministro degli esteri francese.
Qualche tempo dopo l'ONU riesce ad approntare un aereo per portare via una parte selezionata dei rifugiati, tra cui Paul e la sua famiglia. Il convoglio parte, non prima che Paul, oramai moralmente troppo legato alla sua missione e consapevole che la sua fuga sarebbe la sicura morte per i più che rimangono, decida di non partire. Il distacco dalla moglie è breve, ovvero fino al tentativo di imboscata ai camion delle forze ONU. La radio, avvertita da un traditore, trasmette alla popolazione Hutu di attaccare i camion e sterminarne gli occupanti, anche in forza del fatto che l'ONU non è autorizzata a usare le armi in favore dei civili. Con un altro giro di telefonate e l'appoggio di qualche influente generale e una brigata dell'esercito, Paul e le forze dell'ONU riescono a fermare i ribelli, che permettono al convoglio di ritornare all'hotel.

### La speranza
La situazione diventa sempre più grave in quanto il generale dell'esercito ruandese Augustin Bizimungu, che da settimane protegge i rifugiati, vuole altri soldi, che sono però ormai finiti. Paul decide di giocare l'ultima carta, accordandosi con il generale per andare in un hotel dove vi è una cassaforte di cui conosce il contenuto e la combinazione e promettendogli così denaro e whisky.
I due si recano sul luogo e sembra tutto a posto, ma il generale non vuole più tornare all'hotel, bensì scappare con lui in un altro paese africano. Paul sa di essere l'unica persona che può testimoniare che il generale è stato il protettore dei rifugiati e che, se Paul muore, il capo non potrà godere di questa testimonianza, e perciò gioca la carta del velato ricatto per farlo desistere dall'intento di fuggire. I due tornano all'hotel dove nel frattempo sono già entrati i ribelli; lì vi è un conflitto a fuoco e per l'ennesima volta gli oltre 1.200 profughi sono salvi.

### La salvezza e la fine del genocidio
Il giorno seguente arriva la colonna dei camion dell'ONU per portare via tutti i profughi. La salvezza è oramai vicina. Al campo profughi i protagonisti cercano disperatamente le nipoti, che finalmente vengono ritrovate, e la famiglia, provata ma riunita, riprende il viaggio verso la definitiva salvezza, volando in Belgio e rifacendosi una vita. Il genocidio, dopo aver comportato la morte di circa un milione di persone, termina nel luglio 1994, quando i ribelli Tutsi spingono le milizie Hutu e gli Interahamwe oltre il confine con il Congo.

## Contesto storico
Il film è ambientato nel 1994, durante il genocidio ruandese, in cui circa 800.000 persone, principalmente Tutsi, sono state uccise dagli estremisti Hutu. Durante quell'anno, la popolazione del Ruanda era di 7 milioni, divisi in due gruppi etnici principali: gli Hutu (circa l'85% della popolazione) e i Tutsi (14%). Nei primi anni '90, gli estremisti Hutu dell'élite politica del Paese davano la colpa alla minoranza Tutsi per i problemi politici ed economici del Ruanda. I civili Tutsi erano anche accusati di supportare il gruppo ribelle Fronte Patriottico Ruandese, un gruppo ribelle a maggioranza Tutsi.
Tutto ebbe inizio il 6 aprile 1994, quando l'aereo con a bordo il Presidente Juvénal Habyarimana, di etnia Hutu, venne abbattuto. In seguito all'incidente, gli estremisti Hutu appartenenti alla milizia Interahamwe lanciarono un piano per distruggere l'intera popolazione Tutsi. I Tutsi e le persone sospettate di essere di quell'etnia vennero uccisi nelle loro case e mentre cercavano di fuggire dal Paese. Si ritiene che circa 200.000 persone presero parte al genocidio ruandese. Il direttore d'albergo Paul Rusesabagina dell'hotel di lusso belga Hôtel des Mille Collines usò il suo potere e la sua influenza per salvare personalmente rifugiati Tutsi e Hutu. Rusesabagina fece regolarmente ricorso alla corruzione di soldati Hutu per tenere le milizie fuori dalla proprietà dell'hotel durante il genocidio. Successivamente alla carneficina, Rusesabagina è sopravvissuto insieme a sua moglie, quattro figli e due nipoti adottati, insieme alla maggior parte dei rifugiati da lui protetti.
Esprimendo la propria opinione sul mancato intervento internazionale durante la crisi, il regista George ha affermato: "È semplice, ... le vite africane non sono viste come aventi lo stesso valore di quelle degli europei o degli americani". Provando a condividere gli orrori del genocidio, George ha provato a raccontare la storia di Rusesabagina, rappresentato come un umanitariano durante gli inarrestabili atti di violenza. Tuttavia, Rusesabagina è stato in seguito accusato di aver estorto denaro dagli ospiti dell'hotel per l'alloggio e il cibo. È stato anche sostenuto che il quartiere generale delle Nazioni Unite a Kigali ha ricevuto informazioni in merito al fatto che Rusesabagina avrebbe fornito a un comandante dell'esercito ruandese una lista con i nomi degli ospiti e le stanze in cui alloggiavano. Gli osservatori ONU riuscirono a cambiare i numeri delle stanze di coloro che erano maggiormente minacciati. 
Il personaggio del colonnello Oliver si ispira alla figura del maggiore generale Roméo Dallaire, ufficiale canadese delle Nazioni Unite. Egli ha raccontato la propria esperienza nella sua biografia, Shake Hands with the Devil (stringere la mano al diavolo). Il libro è stato in seguito riadattato in due pellicole, il documentario Shake Hands with the Devil: The Journey of Roméo Dallaire e il film Shake Hands with the Devil.

## Produzione

### Riprese
Gli esterni del film sono stati girati a Kigali, in Ruanda, mentre gli interni, comprese le scene ambientate nell'hotel, sono stati realizzati a Johannesburg, in Sudafrica. Il vero Paul Rusesabagina ha partecipato alle riprese in qualità di consulente. Il presidente dell'Uganda Yoweri Museveni, l'allora presidente del Ruanda Juvénal Habyarimana e il leader del Fronte Patriottico Ruandese (attualmente presidente del Ruanda) Paul Kagame appaiono nel film in alcune immagini di archivio.
I produttori del film, insieme alla Fondazione Nazioni Unite, hanno creato un fondo internazionale per il Ruanda, al fine di supportare le iniziative del Programma delle Nazioni Unite per lo sviluppo per assistere i sopravvissuti ruandesi. "Lo scopo del film è non solo quello di raccontare agli spettatori la storia del genocidio ma anche quello di ispirarli nell'aiutare a rimediare a questa terribile devastazione" ha detto George.

## Colonna sonora
Le musiche utilizzate per la colonna sonora del film sono state rilasciate dalla Commotion label l'11 gennaio 2005. Contengono canzoni scritte da Wyclef Jean e Deborah Cox, tra gli altri. La colonna sonora del film è stata composta da Rupert Gregson-Williams, Andrea Guerra e dagli Afro Celt Sound System, mentre è stata montata da Michael Connell.

## Accoglienza

### Incassi
Il film ha avuto buoni risultati al botteghino. A fronte di un budget di 17,5 milioni di dollari, ha incassato negli Stati Uniti $23.530.892 e, nel resto del mondo, altri $10.351.351, per un totale di $33.882.243.

### Critica
Tra i critici mainstream negli Stati Uniti, il film ha ricevuto recensioni universalmente positive. Rotten Tomatoes riporta che il 91% dei 194 critici intervistati ha dato un parere positivo sul film, con un punteggio medio di 7,95/10 ed è stato definito un "racconto sincero e che fa riflettere sul massacro avvenuto in Ruanda mentre la maggior parte del mondo guardava dall'altra parte." Su Metacritic, che assegna un punteggio ponderato su 100 recensioni di critici, il film ha ricevuto un punteggio di 79 sulla base di 40 recensioni.

## Riconoscimenti
- 2005 - Premio Oscar
  - Nomination Miglior attore protagonista a Don Cheadle
  - Nomination Miglior attrice non protagonista a Sophie Okonedo
  - Nomination Migliore sceneggiatura originale a Keir Pearson e Terry George
- Toronto International Film Festival 2004 - Toronto International Film Festival
  - Premio del Pubblico
- 2005 - Golden Globe
  - Nomination Miglior film drammatico
  - Nomination Miglior attore in un film drammatico a Don Cheadle
  - Nomination Miglior canzone (Million Voices) a Wyclef Jean, Jerry "Wonder" Dupressis e Andrea Guerra
- 2006 - Premio BAFTA
  - Nomination Migliore sceneggiatura originale a Keir Pearson e Terry George
- 2005 - Broadcast Film Critics Association Award
  - Nomination Miglior film
  - Nomination Miglior attore protagonista a Don Cheadle
- 2005 - David di Donatello
  - Nomination Miglior film straniero a Terry George

- 2005 - European Film Award
  - Miglior colonna sonora a Rupert Gregson-Williams e Andrea Guerra
- 2005 - Irish Film and Television Award
  - Migliore regia a Terry George
  - Migliore sceneggiatura a Terry George e Keir Person
- 2006 - Nastro d'argento
  - Nomination Miglior colonna sonora a Andrea Guerra
- 2004 - Satellite Award
  - Miglior film drammatico
  - Miglior attore in un film drammatico a Don Cheadle
  - Miglior canzone (Million Voices) a Wyclef Jean, Jerry "Wonder" Dupressis e Andrea Guerra
  - Nomination Migliore sceneggiatura originale a Keir Pearson e Terry George
- 2005 - Screen Actors Guild Award
  - Nomination Miglior cast
  - Nomination Miglior attore protagonista a Don Cheadle
  - Nomination Miglior attrice non protagonista a Sophie Okonedo